# José Morer
José Miguel Juan Morer y Abril (Cartagena, 12 de julio de 1823-Madrid, 11 de noviembre de 1906) fue un ingeniero de caminos español.

## Biografía
Nacido en Cartagena el 12 de julio de 1823, estudió en la Escuela de Caminos de Madrid, y ejerció de profesor de Geometría Descriptiva en dicha escuela mientras era alumno, adquiriendo el título de ingeniero en 1844.
En 1855 presentó junto a Mesonero Romanos un anteproyecto de la distribución de aguas del Canal de Isabel II. La red de distribución diseñada por Morer para el Canal, incorporaba conducciones subterráneas que tenían en cuenta el relieve topográfico de la ciudad. Fue coautor junto a Elzeario Boix del proyecto de la presa de El Villar. Otros proyectos fruto de su colaboración con Elzeario Boix fueron el primer avance de tuberías del barrio de Salamanca y la red de acequias para riegos de Madrid. Entre 1857 y 1862, junto con Lucio del Valle y Juan de Ribera, lleva a cabo la reforma de la Puerta del Sol de Madrid, dándole su fisonomía actual. Para ello mantienen la alineación de la Casa de Correos en uno de los lados y construyen edificios de viviendas con fachadas uniformes definiendo un espacio de forma semicircular.
Elegido en 1866 como académico de la Real Academia de Ciencias con la medalla 18, tomó posesión el 10 de junio del año siguiente, con la lectura de Conducción y distribución de aguas potables en la antigua Roma y en las naciones modernas. Mostró interés por las obras públicas de la Antigua Roma, con escritos como el ya mencionado correspondiente a su discurso de ingreso. Llegó a desempeñar el cargo de director general de Obras Públicas, Agricultura, Industria y Comercio durante la Primera República Española.

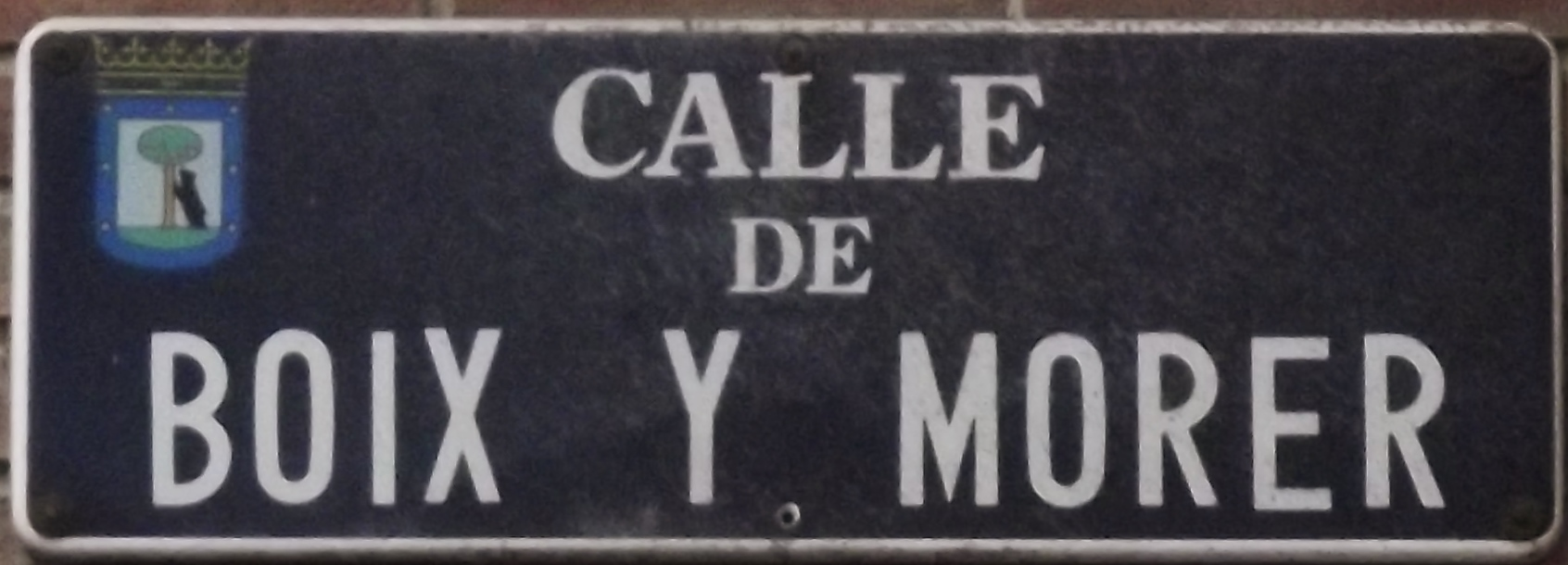
Placa de la calle de Boix y Morer en Madrid

Fue recipiente de las Grandes Cruces de Carlos III, de Isabel la Católica, de Alfonso XII y de María Victoria.
Fue amigo de José Echegaray.
Falleció el 11 de noviembre de 1906 en Madrid.
Una calle de Madrid está dedicada conjuntamente a José Morer y a Elzeario Boix: la calle de Boix y Morer, contigua a las instalaciones del Canal.